# Altesse

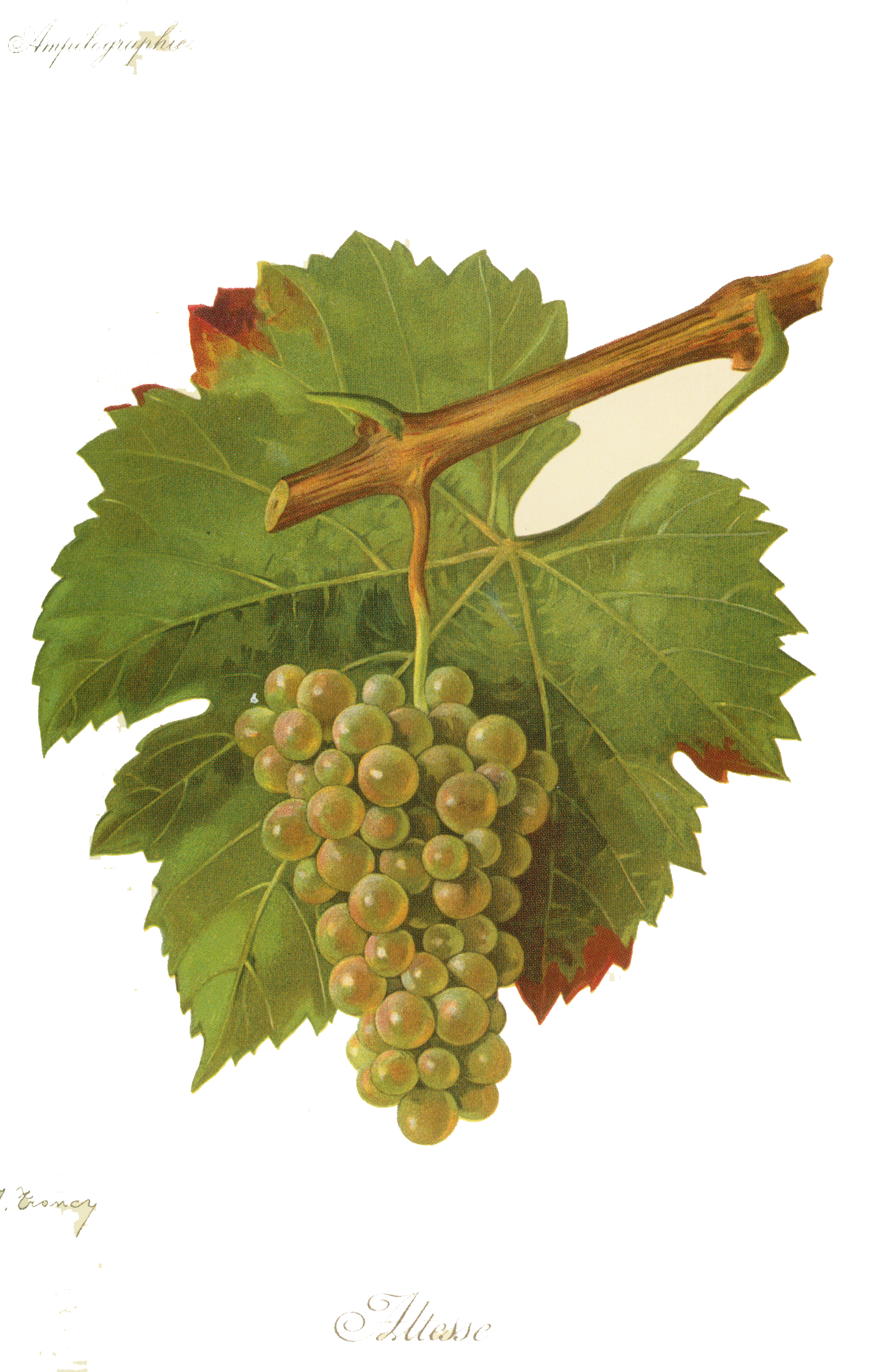
Racimo de altesse.

La altesse o roussette es una uva blanca de vino que se encuentra sobre todo en la región francesa de Saboya.
Produce pequeños rendimientos y madura tarde, aunque es resistente a la botrytis cinerea. Los vinos realizados con altesse tienen aromas exóticos, herbáceos y cítricos, y tienen buena acidez. Se considera que envejecen bien.
En el viñedo, la altesse es muy similar a la variedad húngara furmint.
El origen de la altesse es muy debatido, y se ha especulado con que se originó en Chipre, pero lo más probable es que se originase en Francia.

## Regiones

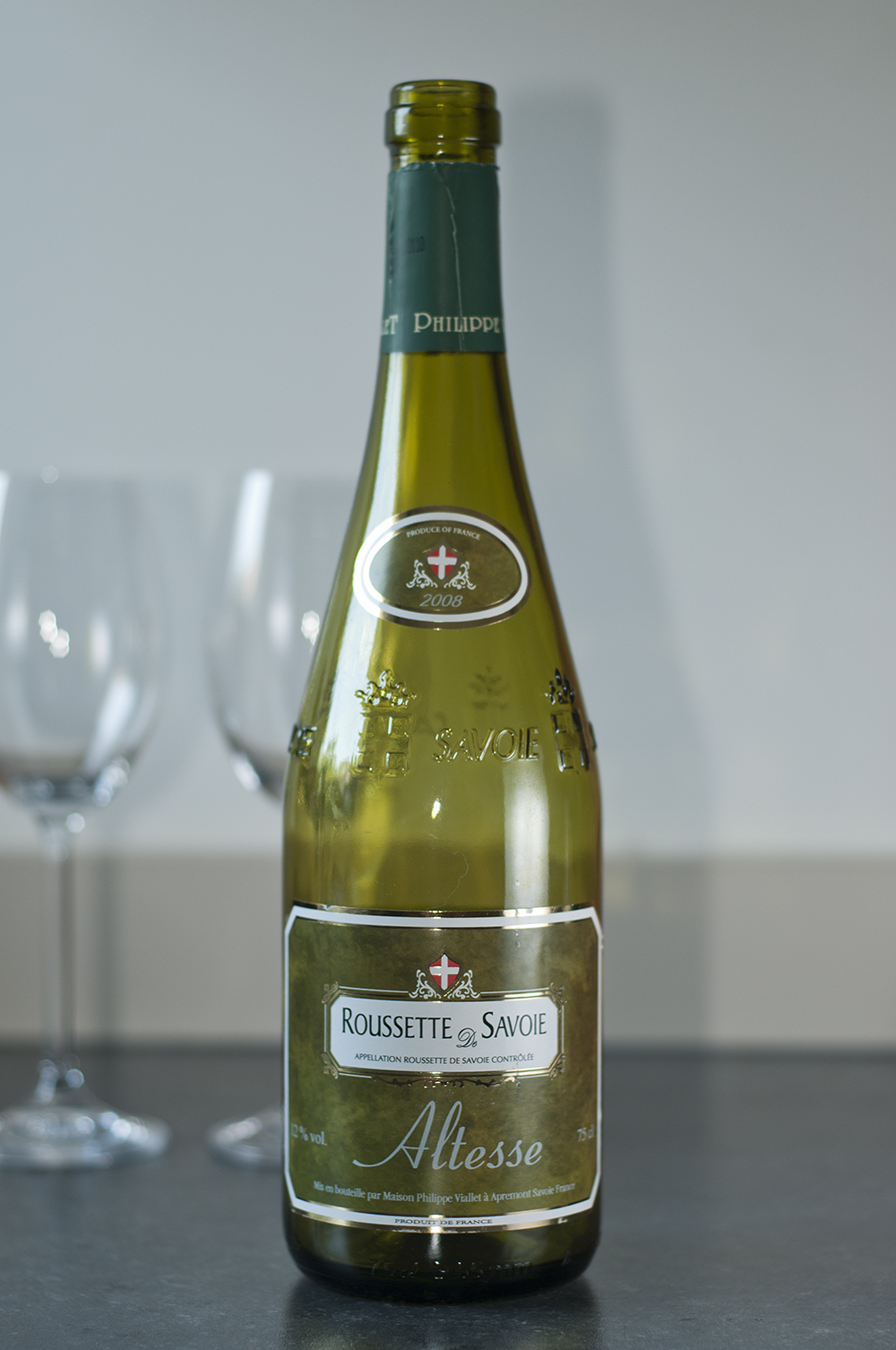
Botella de altesse.

La altesse es la variedad usada en la Appellation d'Origine Contrôlée Roussette de Savoie y en el Appellation d'Origine Vin Délimité de Qualité Supérieure Roussette du Bugey 
Para los vinos que solo disponen de la denominación, en lugar de una denominación sobre la base de su localidad, estaba permitido mezclarlo con un 50% de chardonnay. Esta práctica fue relicientemente suprimida en Saboya y en la actualidad está siendo eliminada en Bugey. Desde el 2001 todos los vinos Roussete de Savoie deben ser 100% altesse y desde 2009 se aplica la misma norma a todos los vinos Roussette de Bugey.
En el 2000 había 300 ha de altesse en Francia.

## Vinos
Los vinos de roussete de Saboya y Bugey pueden hacerse con o sin crianza en barrica de roble. La uva también se usa para fabricar vinos blancos espumosos en estas u otras regiones.

## Sinónimos
Entre los sinónimos están altesse blanche, altesse verte, arin, fusette, fusette d'Amberieu, fusette de Montagnieu, ignam, ignan blanc, maconnais, petit maconnais, prin blanc, rousette haute, roussette, roussette basse, roussette de Montagnieu, roussette grosse, roussette haute, roussette petite y serene blanche.